# Swype
Swype (изм. от англ. swipe — проводить не отрывая, скользить + type — набирать текст) — торговая марка, которая использовалась компанией Swype Inc. для обозначения способа ввода текста без отрыва пальца/стилуса от «кнопок клавиатуры» на сенсорном экране. Изобретателем способа является Клифф Кашлер, автор системы предиктивного ввода текста T9. Более не развивается, официальный сайт перенаправляет на страницу с рекламой патентованной технологии XT9.

## Описание
Swype разработан для использования с сенсорным экраном, отображающим традиционную клавиатуру QWERTY/ЙЦУКЕН, и позволяет пользователю вводить слово, скользя пальцем или стилусом от буквы к букве, поднимая палец или стилус только в промежутке между словами. Для угадывания слова Swype использует алгоритм исправления ошибок и лингвистическую модель языка. В Swype также доступна опция интеллектуального ввода текста (предугадывание вводимого слова по первым буквам), аналогичная T9.
Основными модулями программы являются анализатор траектории движения пальца (стилуса) по экрану, система поиска слов в соответствующей базе данных и собственно интерфейс Swype. Изначально программа разработана для платформы Windows Mobile. Сейчас существуют версии для Android и Symbian, а также Bada (не во всех версиях и не во всех моделях аппаратов).

### Скорость ввода
Создатели Swype считают, что пользователи могут набирать более 30-40 слов в минуту.
22 марта 2010 года при использовании технологии Swype был установлен рекорд Гиннесса по самому быстрому набору текста на телефоне с сенсорным экраном. Фраза «The razor-toothed piranhas of the genera Serrasalmus and Pygocentrus are the most ferocious freshwater fish in the world. In reality they seldom attack a human» была набрана за 35,54 секунд.
В 2014 году при использовании технологии Swype был установлен рекорд Гиннесса. Андрей Дубков набрал фразу «The razor-toothed piranhas of the genera Serrasalmus and Pygocentrus are the most ferocious freshwater fish in the world. In reality they seldom attack a human» с помощью swype-клавиатуры (далее на Windows Phone 8.1 называется Word Flow) за 18 секунд.

### Языки
Swype был разработан для множества языков, включая русский.
На апрель 2013 Swype поддерживал следующие языки:
|                        | Клавиатура | Росчерк | Dragon Dictation |
| ---------------------- | ---------- | ------- | ---------------- |
| Албанский              | ✔          | N       | N                |
| Арабский               | ✔          | ✔       | ✔                |
| Армянский              | ✔          | N       | N                |
| Азербайджанский        | ✔          | N       | N                |
| Баскский               | ✔          | ✔       | N                |
| Боснийский             | ✔          | N       | N                |
| Болгарский             | ✔          | ✔       | N                |
| Каталанский            | ✔          | ✔       | ✔                |
| Китайский (CN, TW, HK) | ✔          | ✔       | ✔                |
| Хорватский             | ✔          | ✔       | ✔                |
| Чешский                | ✔          | ✔       | ✔                |
| Датский                | ✔          | ✔       | ✔                |
| Нидерландский          | ✔          | ✔       | ✔                |
| Английский             | ✔          | ✔       | ✔                |
| Английский (UK)        | ✔          | ✔       | ✔                |
| Эстонский              | ✔          | ✔       | N                |
| Персидский             | ✔          | ✔       | N                |
| Финский                | ✔          | ✔       | ✔                |
| Французский (FR, CA)   | ✔          | ✔       | ✔                |
| Галисийский            | ✔          | ✔       | N                |
| Грузинский             | ✔          | ✔       | N                |
| Немецкий               | ✔          | ✔       | ✔                |
| Греческий              | ✔          | ✔       | ✔                |
| Иврит                  | ✔          | ✔       | ✔                |
| Хинди                  | ✔          | N       | N                |
| Хинглиш                | ✔          | N       | N                |
| Венгерский             | ✔          | ✔       | ✔                |
| Исландский             | ✔          | ✔       | N                |
| Индонезийский          | ✔          | ✔       | ✔                |
| Итальянский            | ✔          | ✔       | ✔                |
| Японский               | ✔          | ✔       | ✔                |
| Казахский              | ✔          | N       | N                |
| Корейский              | ✔          | ✔       | ✔                |
| Латышский              | ✔          | ✔       | N                |
| Литовский              | ✔          | ✔       | N                |
| Малайский              | ✔          | ✔       | ✔                |
| Норвежский             | ✔          | ✔       | ✔                |
| Польский               | ✔          | ✔       | ✔                |
| Португальский (BR, PT) | ✔          | ✔       | ✔                |
| Румынский              | ✔          | ✔       | ✔                |
| Русский                | ✔          | ✔       | ✔                |
| Сербский               | ✔          | ✔       | N                |
| Словацкий              | ✔          | ✔       | ✔                |
| Словенский             | ✔          | ✔       | N                |
| Испанский              | ✔          | ✔       | ✔                |
| Шведский               | ✔          | ✔       | ✔                |
| Тагальский             | ✔          | ✔       | N                |
| Тамильский             | ✔          | N       | N                |
| Тайский                | ✔          | ✔       | ✔                |
| Турецкий               | ✔          | ✔       | ✔                |
| Украинский             | ✔          | ✔       | ✔                |
| Урду                   | ✔          | ✔       | N                |
| Вьетнамский            | ✔          | N       | ✔                |

## Возможности
Swype постоянно улучшался, на официальном сайте выделялись следующие ключевые возможности для Android:
- Living Language — постоянно обновляемый словарь, учитывает слова и фразы, которые употребляют пользователи по всему миру. Пополняет словарный запас и повышает точность угадываний. Функция по умолчанию отключена, активируется в разделе «Мои слова».
- Персональная языковая модель (Personal Language Model) — формирует уникальный словарь на основе предыдущего использования слов.
- Сохранение и синхронизация (Backup & Sync) — словари автоматически сохраняются и синхронизируются на всех устройствах Android, в том числе и словарь голосового ввода.
- Умный редактор (Smart Editor), умная замена (Smart Reselect), умное сенсорное управление (Smart Touch) — анализ всего предложения на ошибки, предлагает наиболее подходящие альтернативные варианты, учитывая слова в предложении. Подстройка под росчерки/свайпы пользователя.
- Загрузка языков — поддержка более 60 языков.
- Поддержка планшетов — в приложении несколько видов клавиатур, в том числе подходящие для планшета.
- Темы клавиатуры.
- Жесты — для копирования, вставки, переключения языков и некоторых других распространённых задач.
- Распознавание речи Dragon Dictation.

## Доступность
Swype изначально поставлялся с телефонами на платформе Windows Mobile: Omnia II, HTC HD2; с телефонами на платформе Android: Galaxy S/Galaxy S II/Galaxy Tab, Galaxy Gio, Galaxy 550, Motorola Droid X, Motorola Droid 2, Motorola CLIQ (XT), Huawei U8860 Honor. В Galaxy S III программа Swype отсутствует, но аналогичная функциональность может быть включена в настройках клавиатуры Samsung.
Компания Swype планировала предоставлять пользователям возможность установки приложения на телефоны с сенсорным экраном независимо от поддержки программы производителями телефонов.
Любой пользователь после регистрации может бесплатно использовать бета-версию программы для телефонов Android.
16 октября 2010 была выпущена версия Swype для Symbian³ (доступна в магазине Ovi). Была доступна бета-версия для телефонов Symbian S60 [Начиная с версии v.1.00.12936 появилась поддержка русского языка].
24 апреля 2013 года вышел официальный релиз, и программа появилась в интернет-магазине Google Play в платной (стоимость 99 центов) и триальной версии (30 дней).
С выходом iOS 8 программа стала доступна пользователям iPhone и iPad.

## Альтернативные программы
Аналогичными программами являются SlideIT (платная) (в SlideIT также имеется возможность рисования отдельных символов), TouchPal (бесплатная), SwiftKey, GBoard и набор других, менее популярных приложений. Предлагавшаяся ранее программа ShapeWriter больше не поддерживается производителем.
В версии операционной системы Android 4.2 используется клавиатура, поддерживающая ввод слов без отрыва пальца от экрана.